# Comoara din lacul Toplitz (film)
Comoara din lacul Toplitz (titlul original: în germană Der Schatz vom Toplitzsee) este un film dramatic de crime, realizat în 1959 de regizorul Franz Antel, protagoniști fiind actorii Joachim Hansen, Sabine Sesselmann, Gert Fröbe și Werner Peters.
Lungmetrajul alb-negru din 1959 a fost filmat în locațile originale. Acesta arată cercetările reporterului Löhde pentru a găsi secretele lăzilor scufundate de național-socialiști în Lacul Toplitz (Austria), la sfârșitul celui de-al Doilea Război Mondial.

## Rezumat
În 1959, reporterul revistei Stern Wolfgang Löhde a recuperat 17 lăzi pline cu bancnote false și două lăzi de documente de la o adâncime de 80 de metri în Lacul Toplitz, care fuseseră produse ca parte a Operațiunii Bernhard și scufundate aici de un comando SS în ultimele zile ale războiului.

## Distribuție
- Joachim Hansen – reporterul Wolfgang Löhde
- Sabine Sesselmann – Didi Lanz, logodnica lui Löhde
- Gert Fröbe – Johannes Grohmann / dr. Brand
- Werner Peters – Alfred Kopetzsky
- Til Kiwe – Harold Pfeifer
- Wolfgang Stumpf – Franz Hanusch
- Hannelore Bollmann – Brigitte Grohmann
- Bruno Hübner – dr. Brankovich
- Gerhard Kittler – Wolff, comisarul criminalist
- Romana Rombach – Wanda, prietena lui Kopetzky
- Erica Vaal – Anna, economista italiană
- Karl Ehmann – cârciumarul de la lac
- Lukas Ammann – locotenentul iugoslav
- Franz Roberti – Schiestl, poștașul
- Peter Brand – un jandarm (nemenționat)
- Willy Schäfer – serg. grănicer iugoslav (nemenționat)

## Trivia
Regizorul Franz Antel a decis să transpună pe peliculă descoperirea lăzilor scufundate de SS spre sfârșitul războiului în Lacul Toplitz și a lucrat îndeaproape cu Löhde în timpul filmărilor. Deoarece filmul nu a avut mare succes, Antel nu s-a încumetat ulterior să întreprindă un proiect similar.